# Колман из Дромора
Колман из Дромора (англ. Colman of Dromore; VI век) — святой, первый епископ Дромора. Дни памяти: в Римско-католической церкви 7 июня и 27 октября, в православных церквях — 20 июня (7 июня старого стиля).

## Биография
Святой Колман (или Мохолмок) из Дромора, упоминаемый в старых календарях как в Шотландии, так и в Уэльсе, родился в Аргайле, что в Дал Риаде. Получив начальное образование в Нендраме (на острове Махи) от святого Мохаэ (Mochae) или Коэлана, одного из первых учеников святого Патрика. Он стал учеником святого Элбе из Эмли (Ailbe of Emly) около 470 или 475 года. Колман был первым игуменом монастыря Макмор, что в графстве Антрим. Среди его друзей был святой Макнисси, чей совет предопределил будущее Колмана: «Божья воля состоит в том, чтобы ты воздвиг монастырь в пределах равнины Коба». Святой Колман принялся за работу и основал братство на реке Лаган, протекавшей через Дромор, что в графстве Даун. Он воздвиг церковь из прутьев, обмазав их глиной, и покрыл камышом из протекавшей рядом реки. Пятнадцатью веками позже на этом месте по-прежнему поклоняются Христу-Спасителю. Монастырь был построен около 514 года. Известный как учитель святого Финниана из Мовиля, Колман продолжил пастырские и наставнические традиции святого Патрика. Колман был первым епископом Дроморским.
Святой Колман скончался в середине VI века, а может и раньше. Скорее всего, он был погребен в Дроморе, хотя Абердинский бревиарий указывает на Инхмахом как на место его погребения.
Жоселин, составивший жизнеописание святого Патрика, сообщает, что тот предсказывал добродетели святого Колмана. В честь Колмана из Дромора освящена церковь в Инис Мо-Холмэг (Шотландия) и в Лланголмэне (Уэльс).